# Geese
I Geese sono un gruppo rock americano con sede a Brooklyn, New York. La band è composta da Cameron Winter, Dominic DiGesu, Max Bassin e Emily Green.

## Storia

### Formazione e primi anni
La band si è formata nel 2016 mentre i membri frequentavano la Brooklyn Friends School e la Little Red School House a New York City. Durante il liceo, la band si esercitava e registrava materiale nel seminterrato della casa di Bassin a Fort Greene.
Poiché alcuni membri avevano ricevuto lettere di accettazione per frequentare scuole come l'Oberlin College e il Berklee College of Music, la band aveva intenzione di sciogliersi una volta diplomatasi al liceo nel 2020. Verso la metà del 2020, tuttavia, i demo autoprodotti della band hanno attirato l'attenzione di diverse etichette discografiche, tra cui 4AD, Fat Can e Sub Pop. Alla fine, la band firmò con la Partisan Records.

## Projector (2021)
La band ha pubblicato il suo album di debutto, Projector, il 29 ottobre 2021. È stato registrato dalla band nel seminterrato di Bassin dalla fine del 2019 all'inizio del 2020 e mixato da Dan Carey. L'album è stato accolto con un certo plauso dalla critica, ottenendo una media Metacritic di 83 su 100 sulla base di otto recensioni critiche. L'album aveva tre singoli pubblicati prima dell'uscita: "Disco", "Low Era" e "Projector".

## 3D Country (2023)
La band ha pubblicato il secondo album in studio, 3D Country il 23 giugno 2023. È stato prodotto da James Ford. L'album aveva quattro singoli pubblicati prima dell'uscita: "Cowboy Nudes", "3D Country", "Mysterious Love" e "I See Myself". Il 13 ottobre 2023, la band ha pubblicato l'EP corrispondente, 4D Country, contenente brani inediti dalle sessioni di registrazione di 3D Country. Il 22 Dicembre 2023, Geese annuncia sulle sue piattaforme social che il chitarrista Foster Hudson avrebbe lasciato la band per concentrarsi sui suoi studi, e che la band avrebbe continuato come quartetto. 
Cameron Winter, il 6 Dicembre 2024, rilascia il suo primo album da solista, Heavy Metal.

## Getting Killed (2025)
A giugno 2025, Geese annuncia un tour in Nord America per il loro nuovo album, Getting Killed. Il primo singolo, "Taxes", viene rilasciato l'8 Luglio 2025, e l'album uscirà il 26 Settembre 2025. 

## Influenze
Il suono della band è stato paragonato a quello di un'ampia gamma di altri gruppi newyorkesi, così come a gruppi britannici contemporanei come Black Midi e Squid.
Scrivendo per la rivista Rolling Stone, Jon Dolan ha paragonato i loro lavori a numerosi gruppi come Parquet Courts, Deerhoof, Black Midi, Radiohead, The Strokes, Arctic Monkeys, LCD Soundsystem, The Feelies ed Echo and the Bunnymen, sostenendo che "puoi sentire I maestri Zen della chitarra di New York come Television, the Feelies e Parquet Courts; la neo-new wave e il dance-punk dei primi anni 2000 di The Strokes, The Rapture e LCD Soundsystem; un sacco di roba art-spaz da DNA a Dai Deerhoof ai Black Midi; e perfino un lampo di pietre miliari del prog come Yes e Radiohead."
Descrivendo la voce di Cameron Winter, Dolan ha detto che Winter "può issare la sua voce in un falsetto alla Thom Yorke, mettere un broncio elegante alla Julian Casablancas o alla Ian McCulloch di Echo and the Bunnymen, o cadere in uno stentoreo bagliore che porta penso a Mark E. Smith dei The Fall o ad Alex Turner degli Arctic Monkeys. A volte puoi sentire tutto impollinarsi nello spazio della stessa canzone di tre minuti, creando un album che premia sia la breve capacità di attenzione che l'ascolto profondo. È un vero piacere sentirli sfrecciare tra epifanie sonore."

## Discografia

### Album
- Projector (2021)
- 3D Country (2023)
- Getting Killed (2025)

### Extended plays
- 4D Country (2023)

### Singoli
- "Disco" (2021)
- "Low Era" (2021)
- "Projector" (2021)
- "Cowboy Nudes" (2023)
- "3D Country" (2023)
- "Mysterious Love" (2023)
- "I See Myself" (2023)
- "Taxes" (2025)

## Membri
- Cameron Winter – voce, tastiere
- Emily Green – chitarra
- Dominic DiGesu – basso
- Max Bassin – batteria

Ex Membri
- Foster Hudson – chitarra